# Доња Граченица
Доња Граченица је насељено место у општини Поповача, у Мославини, Хрватска, пре нове територијалне организације у саставу бивше велике општине Кутина.

## Становништво
На попису становништва 2011. године, Доња Граченица је имала 805 становника.

## Попис1991.
На попису становништва 1991. године, насељено место Доња Граченица је имало 794 становника, следећег националног састава:
| Попис 1991.‍  | Попис 1991.‍  | Попис 1991.‍ | Попис 1991.‍ | Попис 1991.‍ |
| ------------ | ------------ | ----------- | ----------- | ----------- |
|              |              |             |             |             |
| Хрвати       | Хрвати       |             | 738         | 92,94%      |
| Роми         | Роми         |             | 22          | 2,77%       |
| Албанци      | Албанци      |             | 9           | 1,13%       |
| Југословени  | Југословени  |             | 6           | 0,75%       |
| Италијани    | Италијани    |             | 3           | 0,37%       |
| Муслимани    | Муслимани    |             | 3           | 0,37%       |
| Срби         | Срби         |             | 2           | 0,25%       |
| неопредељени | неопредељени |             | 1           | 0,12%       |
| непознато    | непознато    |             | 10          | 1,25%       |
| укупно: 794  |              |             |             |             |